# Janine Meißner
Janine Meißner (* 8. April 1987 in Leipzig) ist eine deutsche Laiendarstellerin. Sie tritt auch unter dem Künstlernamen Janine Pink auf.

## Biografie
Im Jahr 2013 erhielt Janine Meißner die Rolle der Yvonne Voss in Köln 50667. In der Reality-Seifenoper spielte sie bis 2017 mit. Im Jahr ihres Ausstiegs wurde sie zur Sexiest Sächsin gewählt. Im Folgejahr wurde um sie herum der Spin-off Leben.Lieben.Leipzig in Leipzig ins Leben gerufen, in der sie ebenfalls die Rolle der Yvonne Voss spielte. 2019 nahm Meißner an der 7. Staffel von Promi Big Brother teil und ging im Finale als Siegerin der Sendung hervor. 2020 erschien sie auf dem Cover der April-Ausgabe des deutschen Playboys.
2020 war sie Kandidatin bei der ersten Staffel Promis unter Palmen und belegte den dritten Platz.

## Fernsehauftritte

### Als Schauspielerin
- 2013–2017: Köln 50667 (Fernsehserie), RTLZWEI
- 2018: Leben.Lieben.Leipzig (Fernsehserie), RTLZWEI

### Fernsehshows
- 2019: Promi Big Brother (Gewinnerin der 7. Staffel), Sat.1
- 2019: Ingo Kantorek – Ein Leben voller Leidenschaft (Dokumentation), RTLZWEI
- 2019: Genial daneben – Das Quiz (eine Episode), Sat.1
- 2019–2022, 2024: Promi Big Brother – Die Late Night Show, sixx, Sat.1
- 2020: Promis unter Palmen – Für Geld mache ich alles!, Sat.1
- 2020: Ranking the Stars, Sat.1
- 2020: So liebt Deutschland, Sat.1
- 2020–2021: Die Festspiele der Reality Stars – Wer ist die hellste Kerze?, Sat.1
- 2021: Mask Off, Joyn
- 2021: Hot oder Schrott? – Die Allestester (Promi-Spezial), VOX
- 2022: Skate Fever – Stars auf Rollschuhen, RTL II
- 2024: The 50, Prime Video
- 2025: Big Brother, Promi-Gast